# The Jewish Journal of Greater Los Angeles
El Jewish Journal of Greater Los Angeles, conegut simplement com el Jewish Journal, és un diari setmanal comunitari independent i sense ànim de lucre que serveix a la comunitat jueva del gran Los Angeles, publicat per TRIBE Media Corp.
La revista es va crear l'any 1985. A 2016 tenia una tirada verificada de 50.000 exemplars i uns 150.000 lectors estimats; és el setmanari jueu més gran fora de la ciutat de Nova York. TRIBE Media Corp. també produeix la revista mensual TRIBE, distribuïda a Santa Barbara, Malibu, Conejo, Simi i West San Fernando Valleys.

## Història
Tot i que es va incorporar de manera independent, el document va ser distribuït inicialment en part per la Federació Jueva del Gran Los Angeles. El primer número va aparèixer el 28 de febrer de 1986. L'editor va ser Gene Lichtenstein, que va servir fins a l'any 2000, i la primera directora d'art va ser Katherine Arion, una artista romanesa que va arribar als Estats Units el 1981. Després d'independitzar-se completament de la Federació Jueva l'any 2005, va passar per dificultats i la seva circulació es va reduir.
La circulació s'ha recuperat a 50.000 des d'aleshores, i el diari ha dut a terme noves iniciatives, com ara ofertes d'Internet ampliades, esdeveniments en directe, una divisió de marca i màrqueting, JJ Branding, la revista TRIBE, llançada el desembre de 2009 i Jewish Insider. El Jewish Journal, com altres mitjans de comunicació, es va enfrontar a pressions financeres (retallant llocs de personal i sous durant el 2009, tot i que des que ha reprès el creixement en ambdues àrees), però va reforçar la seva situació financera el maig del 2010, quan va rebre compromisos d'un grup de filantrops jueus locals per finançament addicional destinat a assegurar la seva viabilitat financera contínua.
El 2015, Tribe Media Corp. va adquirir Jewish Insider, un servei de notícies diari amb seu a Washington, DC que va ser iniciat per Max Neuberger. El 2021, Jewish Insider va adquirir eJewish Philanthropy.
Almenys l'any 1999, David Suissa és l'editor en cap i president de la revista. Entre els escriptors col·laboradors destaquen el rabí Bradley Shavit Artson, Karen Lehrman Bloch, Judea Pearl, Tabby Refael, el rabí Yoshi Zweiback i Jonathan Kirsch, que també exerceix d'editor de llibres. Shmuel Rosner és corresponsal polític sènior.
Arran de l'atac terrorista de Charlie Hebdo, el número del 16 al 22 de gener de 2015 va ser rebatejat com a "Hebdo jueu".

## Circulació, lectorat i recepció
Va rebre premis del Club de Premsa de Los Angeles el 2005 i el 2009.

## Premis
The Jewish Journal va rebre cinc premis Rockower el 2021 i deu premis Rockower el 2022, inclosos 6 primers llocs. El 2023, la revista va rebre 21 premis Rockower.